# Roger Vercel

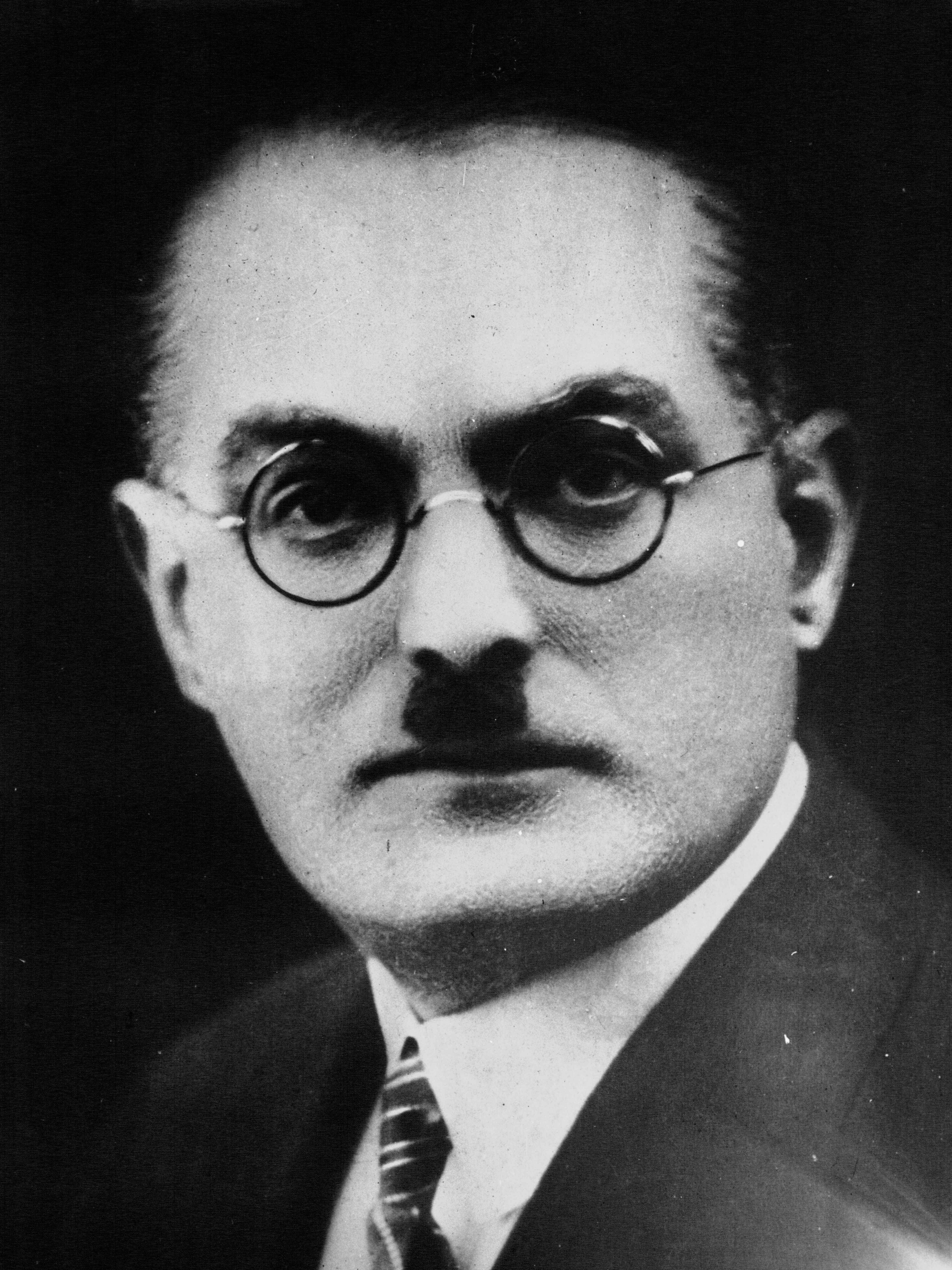
Roger Vercel 1934

Roger Vercel (* als Roger Cretin, 8. Januar 1894 in Le Mans; † 26. Februar 1957 in Dinan) war ein französischer Schriftsteller, bekannt durch Romane mit maritimem Hintergrund und seinen Kriegsroman Capitaine Conan.

## Leben
Roger Vercel studierte Literatur in Caen, unterbrochen vom Ersten Weltkrieg. Da er schlecht sah, war er zunächst Sanitäter, absolvierte dann aber wegen des Mangels an Offizieren eine Offiziersausbildung in Saint Cyr. 1921 wurde er Gymnasialprofessor für Literatur in Dinan und 1927 wurde er promoviert (Dissertation: Les images dans l’œuvre de Corneille, ergänzend dazu veröffentlichte er ein vergleichendes Lexikon der Bilder bei Jean Racine und Pierre Corneille). Dafür erhielt er den Prix Santour der Académie française.
Einige seiner Romane waren von seinen Erlebnissen im Ersten Weltkrieg inspiriert (Notre père Trajan, Capitaine Conan, Léna), die meisten handelten aber von der Seefahrt (obwohl er selbst keine besonderen Verbindungen dazu hatte). Er schrieb auch Biographien und historische Werke (so über Bertrand du Guesclin, was verfilmt wurde) und Sachbücher zum Beispiel über französische Häfen und die Bretagne.
1934 erhielt er den Prix Goncourt für den Roman Capitaine Conan über die Armée d’Orient, der teilweise autobiographisch ist. Er wurde 1996 von Bertrand Tavernier verfilmt (Hauptmann Conan und die Wölfe des Krieges). Sein Buch Au Large de l’Eden erhielt 1932 den Preis des französisch-amerikanischen Prix Femina Komitees.

## Werke (Auswahl)
- Notre père Trajan, Albin Michel, 1930.
- En Dérive, Albin Michel, 1931.
- Au Large de l’Eden, Albin Michel, 1932.
- Le maître du rêve, Albin Michel, 1933.
- Capitaine Conan, Albin Michel, 1934.
  - Deutsche Ausgabe: Capitaine Conan, Berlin, Widerstands-Verlag 1935, Berlin: G. Weise 1938.
- Remorques, Albin Michel, 1935. Les Bibliophiles de France, 1957
- Léna, Albin Michel, 1936.
- Sous le pied de l’archange, Albin Michel, 1937.
- Jean Villemeur, Albin Michel, 1939.
- La Hourie, Albin Michel, 1942.
- Aurore boréale, Albin Michel, 1947.
- La caravane de Pâques, Albin Michel, 1948 (über die Einwohner von Cancale zwischen den Weltkriegen)
- La fosse aux vents:
  - I.- Ceux de la Galatée, Albin Michel, 1949.
  - II.- La peau du Diable, Albin Michel, 1950.
  - II.- Atalante, Albin Michel, 1951.
- Visage perdu, Albin Michel, 1953.
- L’Île des revenants, Albin Michel, 1954.
- Été indien, Albin Michel, 1956.